# つづき春
つづき 春（つづき しゅん）は、日本の漫画家。岩手県出身。少女漫画、レディースコミック、ボーイズラブを中心に執筆。

## 主な単行本リスト
- セーラー服通り
- ゆるく静かに闇をぬけて
- オン・ザ・ロード
- 石川惟光残酷物語
- 県立原島工業高校
- ストレンジ・トライアングル
- レジェンド
- 約束は土曜日
- Going to hell（全5巻）
- ヴィーナスはまねくよ
- タダより高いものはない
- 俺様は栗である
- 天国まで何マイル？
- 水井恭一のTEENAGE LUST
- 今日こそプレイボール